# Setanta nigrifrons
Setanta nigrifrons là một loài tò vò trong họ Ichneumonidae.